# Bust Down
„Bust Down” – piosenka amerykańskiego rapera Trippie Redda, jest to trzeci singel z jego drugiego komercyjnego mixtape'u A Love Letter to You 2. Został wydany 15 września 2017 roku. Utwór został wyprodukowany przez Goose the Guru. 

## Sequel
22 listopada 2019 roku Trippie wydał Bust Down Deux na swoim mixtape'ie A Love Letter to You 4.

## Certyfikaty
| Kraj                  | Certyfikat | Ilość sprzedanych jednostek |
| --------------------- | ---------- | --------------------------- |
| Kanada (Music Canada) | Złoto      | 40,000                      |
| USA (RIAA)            | Platyna    | 1,000,000                   |